# Stefan Liv
Stefan Daniel Patryk Liv, nato Patryk Śliż (Gdynia, 21 dicembre 1980 – Jaroslavl', 7 settembre 2011), è stato un hockeista su ghiaccio svedese.

## Biografia
Liv era nato in Polonia ma, abbandonato in un orfanotrofio di Gdynia, fu adottato da una coppia svedese.
Fece il suo esordio nella massima serie svedese, l'Elitserien, il 18 gennaio 2000, con l'HV71. Con la squadra di Jönköping avrebbe giocato fino al 2006, vincendo il titolo nel 2004.
Le sue buone prestazioni lo misero in luce fin da giovane anche in chiave nazionale: il 9 novembre 2000 fece il suo esordio, contro la Rep. Ceca.
In quella stessa prima stagione da professionista fu scelto al Draft NHL dai Detroit Red Wings (terza scelta, 102º assoluto), ma firmò un contratto soltanto nel maggio 2006.
Nella sua prima stagione negli Stati Uniti, tuttavia, non giocò mai su un campo NHL, venendo girato al farm team AHL dei Grand Rapids Griffins. Collezionò poi anche 3 presenze nel farm team ECHL dei Toledo Storms. Dopo una sola stagione ha fatto ritorno al HV71.
Con la nazionale ha partecipato a 4 campionati del mondo, vincendo un bronzo (2002), un argento (2004) ed un oro (2006). Ha fatto parte anche, come terzo portiere, della spedizione olimpica di Torino 2006, dando comunque il suo contributo (giocò la partita inaugurale contro il Kazakistan vinta 7-2).
Il 7 settembre 2011 è deceduto nell'incidente aereo in cui morì l'intera formazione del Lokomotiv Jaroslavl'.

## Statistiche

### Club
| Stagione    | Club                  | Lega        | PG  | V  | P  | N | MIN   | GA  | SO | GAA  |
| ----------- | --------------------- | ----------- | --- | -- | -- | - | ----- | --- | -- | ---- |
| 1999-00     | HV71                  | SEL         | 12  |    |    |   | 716   | 25  | 0  | 2.09 |
| 2000-01     | HV71                  | SEL         | 45  |    |    |   | 2752  | 127 | 4  | 2.77 |
| 2001-02     | HV71                  | SEL         | 38  |    |    |   | 2184  | 95  | 4  | 2.61 |
| 2002-03     | HV71                  | SEL         | 46  |    |    |   | 2723  | 124 | 3  | 2.73 |
| 2003-04     | HV71                  | SEL         | 41  |    |    |   | 2451  | 91  | 6  | 2.23 |
| 2004-05     | HV71                  | SEL         | 40  |    |    |   | 2404  | 119 | 2  | 2.97 |
| 2005-06     | HV71                  | SEL         | 40  |    |    |   | 2406  | 87  | 4  | 2.17 |
| 2006-07     | Grand Rapids Griffins | AHL         | 34  | 15 | 15 | 0 | 1893  | 95  | 2  | 3.01 |
| 2006-07     | Toledo Storm          | ECHL        | 3   | 1  | 1  | 1 | 184   | 7   | 0  | 2.29 |
| Totale SEL  | Totale SEL            | Totale SEL  | 263 |    |    |   | 15636 | 668 | 23 | 2.51 |
| Totale ECHL | Totale ECHL           | Totale ECHL | 3   | 1  | 1  | 1 | 184   | 7   | 0  | 2.29 |
| Totale AHL  | Totale AHL            | Totale AHL  | 34  | 15 | 15 | 0 | 1893  | 95  | 2  | 3.01 |

### Nazionale
| Anno                        | Nazionale                   | Evento                      | PG | V | P | N | MIN | GA | SO | GAA  |
| --------------------------- | --------------------------- | --------------------------- | -- | - | - | - | --- | -- | -- | ---- |
| 2002                        | Svezia                      | WC                          | 2  | 2 | 0 | 0 | 120 | 3  | 1  | 1.50 |
| 2004                        | Svezia                      | WC                          | 1  | 1 | 0 | 0 | 60  | 1  | 0  | 1.00 |
| 2006                        | Svezia                      | GO                          | 1  | 1 | 0 | 0 | 60  | 2  | 0  | 2.00 |
| 2006                        | Svezia                      | WC                          | 1  | 1 | 0 | 0 | 60  | 0  | 1  | 0.00 |
| Totale Mondiali e Olimpiadi | Totale Mondiali e Olimpiadi | Totale Mondiali e Olimpiadi | 5  | 5 | 0 | 0 | 300 | 6  | 2  | 1.13 |